# ...Adriano
...Adriano è una compilation di Adriano Celentano, uscito il 19 novembre 2013.
Si tratta di una raccolta con 4 CD, dei quali uno live e 3 di best of, con la presenza di inediti, oltre ad uno special collection book di 68 pagine.
I 3 brani inediti di ...Adriano sono:
1. Io non ricordo (Da quel giorno tu)
2. Mai nella vita
3. Ti fai del male

## Tracce
CD 1
1. Io non ricordo (da quel giorno tu)
2. Ti penso e cambia il mondo
3. Io sono un uomo libero
4. Il ragazzo della via Gluck
5. Prisencolinensinainciusol (remix)
6. L'emozione non ha voce (io non so parlar d'amore)
7. Anna parte
8. L'arcobaleno
9. Una carezza in un pugno
10. Apri cuore
11. T.i.r.
12. Hai bucato la mia vita
13. Un po' artista un po' no
14. Don't play that song (you lied)
15. Stringimi a te (new mix version)

CD 2
1. Mai nella vita*
2. Storia d'amore
3. Forse eri meglio di lei
4. Una festa sui prati
5. Viola
6. Non ti accorgevi di me (feat. Negramaro)
7. Eravamo in 100mila
8. Torno sui miei passi
9. E voi ballate
10. La festa
11. Lirica d'inverno
12. La tana del re
13. Un bimbo sul leone
14. Grazie, prego scusi
15. La pelle
16. L'uomo perfetto
17. Stai lontana da me (Tower of strenght)
18. Non succederà più

CD 3
1. Ti fai del male*
2. Una storia come questa
3. La ballata di Pinocchio
4. Se sapevo non crescevo
5. Il tempo se ne va
6. Ti avrò
7. L'uomo nasce nudo
8. Atmosfera
9. Disc jockey
10. Solo da un quarto d'ora
11. Azzurro
12. Sotto le lenzuola
13. Bellissima
14. Ti lascio vivere
15. Chiudi la porta

CD 4 (live Arena di Verona)
1. Svalutation
2. Si è spento il sole
3. La cumbia di chi cambia
4. L'emozione non ha voce
5. Pregherò
6. Mondo in mi 7°
7. Soli
8. L'arcobaleno
9. Storia d'amore
10. Medley: Ringo
11. Il ragazzo della Via Gluck
12. Città senza testa
13. Una carezza in un pugno
14. Ti penso e cambia il mondo
15. Azzurro
16. Ready Teddy
17. Prisencolinensinainciusol